# واجهة مستخدم تكبيرية

رمز التكبير

واجهة المستخدم التكبيرية (من الإنجليزية:Zooming User Interface) هي نوع من واجهات المستخدم الرسومية التي تمكن المستخدم من التعامل مع الملفات من صور وفيديو وغيرها من أنواع الملفات في بيئة ثلاثية الأبعاد. تعرض الملفات على الشاشة، وعندما يشير المستخدم إلى ملف، يظهر هذا الملف بحجم أكبر من الملفات الأخرى المعروضة. وعندما يؤشر مبتعدا عن هذا العنصر (الملف) تصغر صورة الملف.